# Eurylister laevis
Eurylister laevis är en skalbaggsart som först beskrevs av Sylvain Auguste de Marseul 1853.  Eurylister laevis ingår i släktet Eurylister och familjen stumpbaggar. Inga underarter finns listade i Catalogue of Life.